# 第79屆威尼斯影展
第79屆威尼斯影展於2022年8月31日至9月10日在義大利威尼斯麗都島舉行。評審團主席由美國演員茱莉安·摩爾擔任。今年適逢影展創辦至今屆滿90週年，並於2022年7月9日早上十點（當地時間）在威尼斯麗都島舉行紀念活動。 
活動內容分別為國際會議以及放映環節，前者主要以在雙年展歷史檔案圖書館中，威尼斯影展藝術總監阿貝托·巴貝拉與作者吉安·皮耶羅·布魯內塔教授撰寫的《1932－2022年威尼斯影展》一書全新裝訂義大利語版及其之間的對談；（該書由雙年展與馬西里奧編輯公司共同合作出版）以及將有歷史學家、評論家和教師參與，以反思威尼斯影展的歷史和文化體驗的價值，並來自權威主角的聲音——來自世界上最古老的影展光榮冒險的個人敘述、回憶和情感。 
後者主要放映兩部默片作品分別由曼努斯·弗蘭肯、尤里斯·伊文思共同執導的《雨》、以及由馬利歐·卡麥里尼執導的《男人們多粗野》，並於威尼斯電影宮歷史最悠久的Sala Grande廳放映。

## 評審團

### 正式競賽[7]
- 茱莉安·摩爾：演員。（評審團主席）
- 馬利安諾·柯恩（英语：Gastón Duprat & Mariano Cohn）：導演、編劇、監製。
- 李歐納多·柯斯坦佐（義大利語：Leonardo Di Costanzo）：導演、編劇。
- 奧黛麗·迪萬：導演、編劇、作家。
- 蕾拉·哈塔米：演員。
- ／ 石黑一雄：作家、編劇。
- 羅德里哥·索羅格耶（英语：Rodrigo Sorogoyen）：導演、編劇、監製。

### 地平線[8]
- 伊莎貝拉·庫謝特：導演、編劇、製片。（評審團主席）
- 勞拉·比斯普瑞（英语：Laura Bispuri）：導演。
- 安東尼歐·坎波斯（英语：Antonio Campos）：導演、編劇、製片。
- 索菲亞·賈馬（英语：Sofia Djama）：導演。
- 愛德華·溫特羅普（法语：Édouard Waintrop）：藝術總監。

### 未來獅子獎[8]
- 米開朗基羅·法爾瑪提諾：導演。（評審團主席）
- 揚·P·馬圖申斯基（英语：Jan P. Matuszyński）：導演、編劇。
- 安娜·羅沙·德·索薩（葡萄牙語：Ana Rocha de Sousa）：導演、編劇、演員。
- 泰莎·湯普森：演員。
- 蘿莎莉·華達（英语：Rosalie Varda）：服裝設計師、製片。

### 威尼斯沉浸式競賽[9]
- 梅·阿卜杜拉：導演。（評審團主席）
- 大衛·阿德勒：導演。
- 布蘭卡·李（英语：Blanca Li）：編舞、導演、舞蹈家、演員。

### 威尼斯經典獎[10]
- 朱立歐·巴斯（英语：Giulio Base）：導演、演員。（評審團主席）
- 21位電影系學生。

### 獨立評審團

#### 威尼斯日[11]
- 瑟琳·席安瑪：導演、編劇。（評審團主席）
- 27名歐洲青年組建而成的特別評審團。

## 官方單元

### 正式競賽
以下電影被選定為競賽片，並依首映日期排序，可角逐最高榮譽金獅獎：
| 中文片名                   | 原文片名                                      | 導演                     | 製作國               |
| -------------------------- | --------------------------------------------- | ------------------------ | -------------------- |
| 《白噪音》（開幕片）       | White Noise                                   | 諾亞·鮑姆巴赫            | 美国、 英国          |
| 《TÁR塔爾》‡               | Tár                                           | 陶德·菲爾德              | 美国、 德国          |
| 《中有，部分真實的偽記事》 | Bardo, falsa crónica de unas cuantas verdades | 阿利安卓·崗札雷·伊納利圖 | 墨西哥               |
| 《托爾斯泰的妻子》         | Un couple                                     | 佛雷德里克·懷斯曼        | 法國、 美国          |
| 《骨肉的總和》             | Bones & All                                   | 盧卡·格達戈尼諾          | 美国、 義大利、 英国 |
| 《雅典娜》                 | Athena                                        | 羅曼·加夫拉斯            | 法國                 |
| 《所有的美麗與血淚》‡      | All The Beauty And The Bloodshed              | 蘿拉·柏翠絲              | 美国                 |
| 《莫妮卡》‡                | Monica                                        | 安迪亞·帕勞洛            | 義大利、 美国        |
| 《阿根廷，1985》           | Argentina, 1985                               | 桑迪亞哥·米特雷          | 阿根廷、 美国        |
| 《她和他的女兒》           | Les Enfants des autres                        | 蕾貝卡·斯洛托維斯基      | 法國                 |
| 《羅馬年少時代》‡          | L'Immensita                                   | 艾曼紐爾·克里亞勒斯      | 義大利               |
| 《我的鯨魚老爸》‡          | The Whale                                     | 戴倫·艾洛諾夫斯基        | 美国                 |
| 《伊尼舍林的女妖》         | The Banshees Of Inisherin                     | 馬丁·麥克唐納            | 爱尔兰、 英国、 美国 |
| 《還有愛的日子》           | ラブライフ                                    | 深田晃司                 | 日本                 |
| 《永恆的女兒》             | The Eternal Daughter                          | 瓊安娜·霍格              | 英国、 美国          |
| 《愛無赦》‡                | Il signore delle formiche                     | 吉安尼·阿梅利奧          | 義大利               |
| 《聖奧梅爾殺嬰案》         | Saint Omer                                    | 愛麗絲·迪歐普            | 法國                 |
| 《愛·子》                  | The Son                                       | 弗洛里安·澤勒            | 英国、 美国、 法國   |
| 《高牆之外》               | شب، داخلی، دیوار                              | 瓦希·加里凡              | 伊朗                 |
| 《金髮夢露》               | Blonde                                        | 安德魯·多明尼克          | 美国                 |
| 《這裡沒有熊》             | خرس نیست                                      | 賈法·潘納希              | 伊朗                 |
| 《致琪亞拉》               | Chiara                                        | 蘇珊娜·尼契爾利          | 比利时、 義大利      |
| 《我們的紐帶》             | Les Miens                                     | 洛契迪·森姆              | 法國                 |

‡ 表示為LGBT題材電影，可角逐酷兒獅獎。

### 非競賽片
以下電影選定為非競賽片放映：
| 中文片名                        | 原文片名                                     | 導演                                  | 製作國                        |
| 劇情片                          | 劇情片                                       | 劇情片                                | 劇情片                        |
| ------------------------------- | -------------------------------------------- | ------------------------------------- | ----------------------------- |
| 《倫敦生之慾》                  | Living                                       | 奧利維·赫爾曼紐斯                     | 英国                          |
| 《園藝大師》                    | Master Gardener                              | 保羅·許瑞德                           | 美国                          |
| 《血色珍珠》                    | Pearl                                        | 提·威斯特                             | 加拿大、 美国                 |
| 《浪潮退去之後》                | Kapag wala nang mga alon                     | 拉夫·迪亞茲                           | 菲律賓、 法國、 葡萄牙、 丹麦 |
| 《別擔心親愛的》                | Don't Worry Darling                          | 奧莉薇亞·魏爾德                       | 美国                          |
| 《上帝的召喚》                  | Köne taevast                                 | 金基德                                | 爱沙尼亚、 拉脫維亞、         |
| 《一元換命》                    | Dead for a Dollar                            | 華特·希爾                             | 美国、 加拿大                 |
| 《夢想狂野》                    | Dreamin' Wild                                | 比爾·波拉德                           | 美国                          |
| 《乾旱》                        | Siccità                                      | 保羅·維爾奇                           | 義大利                        |
| 《懸掛的太陽》（閉幕片）        | The Hanging Sun                              | 弗朗切斯科·卡羅齊尼                   | 義大利、 英国                 |
| 紀錄片                          |                                              |                                       |                               |
| 《波比·懷恩：貧民窟總統》       | Bobi Wine Ghetto President                   | 克里斯托弗·夏普 摩西·布瓦約           | 乌干达、 英国、 美国          |
| 《富有同情心的間諜》            | A Compassionate Spy                          | 史蒂夫·詹姆斯                         | 美国                          |
| 《基輔審判》                    | The Kiev Trial                               | 瑟蓋·洛茲尼察                         | 荷蘭、 乌克兰                 |
| 《在旅途中：方濟各的朝聖之旅》  | In Viaggio                                   | 詹弗蘭科·羅西                         | 義大利                        |
| 《黑鴿子的音樂》                | Music For Black Pigeons                      | 約根·萊斯 安德烈亞斯·科弗德           | 丹麦                          |
| 《自由之火：烏克蘭為自由而戰》  | Freedom On Fire: Ukraine’s Fight For Freedom | 葉夫根尼·艾菲尼夫斯基 艾力克斯·卡什普 | 乌克兰、 英国、 美国          |
| 《人類末日》                    | Gli ultimi giorni dell'umanità               | 恩里科·蓋齊 亞歷山德羅·加利亞多       | 義大利                        |
| 《媒人》                        | The Matchmaker                               | 貝妮黛塔·阿根鐵里                     | 義大利                        |
| 《核》                          | Nuclear                                      | 奧利佛·史東                           | 美国                          |
| 影集                            |                                              |                                       |                               |
| 《醫院風雲：出埃及記》（1-5集） | Riget Exodus                                 | 拉斯·馮·提爾                          | 丹麦                          |
| 《哥本哈根牛仔》（1-6集）       | Copenhagen Cowboy                            | 尼可拉·溫丁·黑芬                      | 丹麦                          |
| 短片                            |                                              |                                       |                               |
| 《女傭》                        | Camarera de Piso                             | 露柯希亞·馬泰                         | 阿根廷、 墨西哥               |
| 《當戰爭結束》                  | A Guerra Finita                              | 西蒙尼·馬西                           | 義大利                        |
| 《至於我們》                    | In Quanto a Noi                              | 西蒙尼·馬西                           | 義大利                        |
| 《看著我》                      | Look at Me                                   | 莎莉·波特                             | 英国、 美国                   |

### 地平線
以下電影被選定為地平線單元，並依首映日期排序，可角逐該單元最高榮譽地平線獎：
| 中文片名                      | 原文片名                                          | 導演                       | 製作國                                              |
| 正式競賽                      | 正式競賽                                          | 正式競賽                   | 正式競賽                                            |
| ----------------------------- | ------------------------------------------------- | -------------------------- | --------------------------------------------------- |
| 《公主》（開幕片）            | Princess                                          | 羅伯托·德寶利斯            | 義大利                                              |
| 《那個男人》                  | ある男                                            | 石川慶                     | 日本                                                |
| 《維拉》                      | Vera                                              | 蒂扎·科維 萊納·弗里梅爾    | 奥地利                                              |
| 《世界上最幸福的人》          | Najsreќniot Čovek na Svetot                       | 泰娜-史蒂格-米特威斯卡     | 北馬其頓、 比利时、 丹麦、 斯洛伐克                 |
| 《無人相信的真相》            | La Syndicaliste                                   | 讓-保羅·薩洛梅             | 法國、 德国                                         |
| 《獨裁的豢養》                | Autobiography                                     | 馬克布·穆巴拉克            | 印度尼西亞、 法國、 德国、 波蘭、 新加坡、 菲律賓、 |
| 《榮耀之路》                  | Pour la France                                    | 哈希德·阿米                | 法國、 臺灣                                         |
| 《布蘭基塔》                  | Blanquita                                         | 費南多·古左尼              | 智利、 墨西哥                                       |
| 《我吃下你的心臟》            | Ti mangio il cuore                                | 皮波·梅薩佩薩              | 義大利                                              |
| 《北逃》                      | To the North                                      | 米哈·敏侃                  | 羅馬尼亞、 法國、 希腊、 保加利亚、 捷克            |
| 《遺失的童真》                | Innocence                                         | 蓋·戴維迪                  | 丹麦、 以色列、 芬兰、 冰島                         |
| 《受害人》                    | ObeŤ                                              | 米哈爾·布拉什科            | 斯洛伐克、 捷克、 德国                              |
| 《倒數邊緣》                  | En los márgenes                                   | 璜·迪雅哥·普多             | 西班牙、 英国                                       |
| 《片場風暴》                  | جنگ جهانی سوم                                     | 胡曼·薩伊迪                | 伊朗                                                |
| 《尋父冒險記》                | Люксембург, Люксембург                            | 安東尼奧·盧基奇            | 乌克兰                                              |
| 《聽說蘿拉不見了》            | Trenque Lauquen                                   | 勞拉·西塔雷拉              | 阿根廷、 德国                                       |
| 《新娘》                      | A Novia                                           | 塞爾吉奧·特雷福            | 葡萄牙                                              |
| 《盛琴光年》‡                 | Chleb i sól                                       | 達米安·科庫爾              | 波蘭                                                |
| 地平線附加                    |                                                   |                            |                                                     |
| 《惡之源》‡（開幕片）         | L'origine du mal                                  | 塞巴斯蒂安·瑪尼爾          | 法國、 加拿大                                       |
| 《空中花園》                  | Janain mualaqa                                    | 艾哈邁德·亞辛·達拉吉       | 伊拉克、 巴勒斯坦、 沙烏地阿拉伯、 埃及、 英国      |
| 《亞曼達》                    | Amanda                                            | 卡羅來納·卡伐利            | 義大利                                              |
| 《紅鞋子》                    | Zapatos rojos                                     | 卡洛斯·艾歇爾曼·凱撒       | 墨西哥、 義大利                                     |
| 《移位》                      | Nezouh                                            | 蘇達德·卡丹                | 英国、 叙利亚、 法國                                |
| 《鬼夜》                      | Notte Fantasma                                    | 富爾維奧·裡蘇萊奧          | 義大利                                              |
| 《沒有她》                    | بی رویا                                           | 阿里安·瓦齊爾達夫塔里      | 伊朗                                                |
| 《瓦萊莉亞·米特奈特》         | Valeria Mithatenet                                | 米哈爾·維尼克              | 以色列、 乌克兰                                     |
| 《歌利亞》                    | Goliath                                           | 阿迪爾汗·葉爾扎諾夫        | 、 俄羅斯                                           |
| 短片競賽                      |                                                   |                            |                                                     |
| 《海上的克里斯多福》          | Christopher at Sea                                | 湯姆·CJ·布朗               | 法國、 美国、 英国                                  |
| 《業餘電影攝影手冊 - 第一卷》 | Manuale di cinematografia per dilettanti - Vol. I | 費德里柯·迪·科拉托         | 義大利                                              |
| 《TRIA - 背叛的感覺》         | Tria - del sentimento del tradire                 | 茱莉婭·格蘭蒂內蒂          | 義大利                                              |
| 《不舒服》                    | Nocomodo                                          | 洛拉·哈利法-萊格蘭         | 法國                                                |
| 《濕度》                      | Rutubet                                           | 圖蘭·哈斯特                | 土耳其                                              |
| 《九月雪》                    | 9-р Сарын Цас                                     | 拉赫格瓦杜蘭·普列夫-奧基爾 | 法國、 蒙古国                                       |
| 《請別掛斷》                  | 《請別掛斷》                                      | 陳策鼎                     | 马来西亚                                            |
| 《果樹》                      | The Fruit Tree                                    | 伊莎貝爾·托萊內爾          | 比利时                                              |
| 《三》                        | III                                               | 莎樂美·維勒納夫            | 加拿大                                              |
| 《永遠的愛》                  | Love Forever                                      | 克萊爾·楊                  |                                                     |
| 《我的女朋友》                | My Girlfriend                                     | 考薩·尤尼斯                | 埃及                                                |
| 《全部一起》                  | Alt På En Gang                                    | 亨利克·戴布·布萊克         | 挪威                                                |

‡ 表示為LGBT題材電影，可角逐酷兒獅獎。

### 威尼斯沉浸式
以下電影被選定為競賽片，可角逐該單元最高榮譽最佳沉浸體驗獎：
| 中文片名                                  | 原文片名                                          | 導演                                                      | 製作國             |
| 正式競賽                                  | 正式競賽                                          | 正式競賽                                                  | 正式競賽           |
| ----------------------------------------- | ------------------------------------------------- | --------------------------------------------------------- | ------------------ |
| 《登高者》                                | Ascenders                                         | 喬納森·阿斯特魯克 喬納森·塔梅內                           | 法國               |
| 《你會活下去的，我的兒子》                | Tu vivras, mon fils                               | 維多利亞·布西斯                                           | 希腊、 美国        |
| 《重新構想第一卷：NYSSA》                 | Reimagined Volume I: Nyssa                        | 茱莉·卡瓦利耶 米凱拉·荷蘭                                 | 美国               |
| 《遇見》                                  | Rencontre(s)                                      | 馬蒂亞斯·切勒堡                                           | 法國               |
| 《無法離開的人》                          | 《無法離開的人》                                  | 陳芯宜                                                    | 臺灣               |
| 《所有未保存的進度都將丟失》              | All Unsaved Progress Will Be Lost                 | 梅蘭妮·考蒂娜                                             | 法國               |
| 《歐律狄刻：下降到無限》                  | Eurydice, een afdaling in oneindigheid            | 席琳·戴門                                                 | 荷蘭               |
| 《秒》                                    | Okawari                                           | 蘭迪亞·埃格爾 阿莫里·拉·伯爾特                            | 法國、 加拿大      |
| 《炫：身體的重新組裝》                    | Dazzle:A Re-assembly of Bodies                    | 露絲·吉布森 布魯諾·馬爾泰利 亞歷克斯·波爾曼 比恩·羅斯     | 英国               |
| 《浴血黑幫：國王的贖金》                  | Peaky Blinders: The King's Ransom                 | 拉塞爾·哈丁 蒂姆·瓊斯 馬庫斯·莫爾斯比                     | 英国               |
| 《從主廣場》                              | From The Main Square                              | 佩德羅·哈里斯                                             | 德国               |
| 《姐妹的故事》                            | Sorella's Story                                   | 彼得·赫格杜斯                                             | 、 匈牙利、 瑞典   |
| 《蛋殼》                                  | Eggscape                                          | 日耳曼·海勒 豪爾赫·特雷索 費德里科·海勒                   | 阿根廷             |
| 《打字員》                                | Typeman                                           | 伊藤克助                                                  | 日本               |
| 《親屬》                                  | Kindred                                           | 班堡·肯尼斯                                               | 英国               |
| 《詩人的房間》                            | Shiineui Bang                                     | Bomsok Ku                                                 |                    |
| 《口香糖夢》                              | Gumball Dreams                                    | 迪爾德麗V.里昂                                            | 美国               |
| 《納曼基》                                | Namuanki                                          | 凱文·麥克                                                 | 美国               |
| 《黑暗》                                  | Tmání                                             | 翁德熱·莫拉維克                                           | 捷克、 德国        |
| 《遺留》                                  | 《遺留》                                          | 郭文泰                                                    | 臺灣               |
| 《剪刀石頭布》                            | Rock Paper Scissors                               | 亞歷克斯·魯爾                                             | 英国               |
| 《感謝您分享您的世界》                    | Thank You For Sharing Your World                  | 作藤佑 半崎俊明                                           | 日本               |
| 《永恆的聖母》                            | Éternelle Notre-Dame                              | 吉勒姆·馬提尼                                             | 法國               |
| 《幀率：地球的脈搏》                      | Framerate: Pulse of the Earth                     | 馬修·肖 威廉·特羅塞爾                                     | 英国               |
| 《賓士夫人》                              | Mrs.Benz                                          | 埃洛伊絲·辛格                                             | 英国               |
| 《不可思議的胡同》                        | Uncanny Alley                                     | 瑞克·崔維克                                               | 南非               |
| 《回擊》                                  | Fight Back                                        | 席琳·提卡特                                               | 法國、 美国        |
| 《寶物搶劫》                              | Treasure Heist                                    | Fins                                                      | 美国               |
| 《曼陀羅：短暫的時光》                    | Mandala. A Brief Moment in Time                   | 托馬斯·維勒普                                             | 中国、 法國        |
| 《紅尾巴》                                | 《紅尾巴》                                        | 王登鈺                                                    | 臺灣               |
| 非競賽                                    |                                                   |                                                           |                    |
| 《在你醒來的早晨（到世界的盡頭）》        | On the Morning You Wake (To the End of the World) | 麥克·布雷特 史蒂夫·賈米森 皮埃爾·贊德羅維茨 阿諾·科林納特 | 法國、 英国、 美国 |
| 《一幅畫的歷史：陰影中的光》              | (Hi)story of a Painting: The Light in the Shadow  | 昆汀·達拉斯 蓋爾·摩爾                                     | 英国               |
| 《地區人生活》                            | Area Man Lives                                    | 艾米·格林 瑞恩·格林                                       | 美国               |
| 《光澤度》                                | Lustration                                        | 瑞恩·格里芬                                               | 、 美国            |
| 《亞歷克斯·霍諾德：獨奏者VR》             | Alex Honnold: The Soloist VR                      | 喬納森·格里菲斯                                           | 英国、 法國、 美国 |
| 《太空探索者：國際空間站體驗 - 第3集》    | Space Explorers: The ISS Experience - episode 3   | 菲利克斯·拉傑內斯 保羅·拉斐爾                             | 加拿大             |
| 《太空探索者：國際空間站體驗 - 太空行者》 | Space Explorers: The ISS Experience               | 菲利克斯·拉傑內斯 保羅·拉斐爾                             | 加拿大             |
| 《戴維·阿滕伯勒的植物王國》               | Kingdom of Plants With David Attenborough         | 愛奧娜·麥克尤恩                                           | 英国、 美国        |
| 《奇蹟之籃》                              | The Miracle Basket                                | 艾伯納·普里斯                                             | 荷蘭               |
| 《地點的海岸》                            | Shores of Loci                                    | 艾倫·烏得勒支                                             | 美国               |

### 雙年展學院電影
以下電影選定為雙年展學院電影：
| 中文片名     | 原文片名           | 導演              | 製作國                  |
| 劇情片       | 劇情片             | 劇情片            | 劇情片                  |
| ------------ | ------------------ | ----------------- | ----------------------- |
| 《宛如烏龜》 | Come le tartarughe | 莫妮卡·杜格       | 義大利                  |
| 《巴努》     | Banu               | 塔米娜·拉斐拉     | 、 義大利、 法國、 伊朗 |
| 《山洋蔥》   | Gornyi Luk         | 埃爾達爾·希巴諾夫 |                         |
| 《手抄報》   | Palimpsest         | 漢娜·瓦斯廷薩洛   | 芬兰                    |
| VR           |                    |                   |                         |
| 《看法》     | Elele              | 史約德·范·阿克    | 荷蘭                    |
| 《單一》     | Mono               | 基亞拉·特洛伊西   | 義大利                  |
| 《無舞之間》 | 《無舞之間》       | 曾翠珊            | 中國香港                |

### 威尼斯經典
以下電影被選為威尼斯經典： 
| 中文片名                                  | 原文片名                                                     | 導演                | 製作國                    |
| 劇情片                                    | 劇情片                                                       | 劇情片              | 劇情片                    |
| ----------------------------------------- | ------------------------------------------------------------ | ------------------- | ------------------------- |
| 《史黛拉·達拉斯》（1925年）               | Stella Dallas                                                | 亨利·金             | 美国                      |
| 《定理》（1968年）                        | Teorema                                                      | 皮耶·保羅·帕索里尼  | 義大利                    |
| 《風中的母雞》（1948年）                  | 風の中の牝鶏                                                 | 小津安二郎          | 日本                      |
| 《表弟》（1991年）                        | Братан                                                       | 柏提·古杜納佐諾夫   | 苏联                      |
| 《下棋者》（1977年）                      | Shatranj Ke Khilari                                          | 薩雅吉·雷           | 印度                      |
| 《峽谷航道》（1946年）                    | Canyon Passage                                               | 雅克·特納           | 美国                      |
| 《欲海驚心殺人夜》（1962年）              | La voglia matta                                              | 盧西亞諾·薩斯       | 義大利                    |
| 《我的小情人》（1974年）                  | Mes petites amoureuses                                       | 讓·厄斯塔什         | 法國                      |
| 《向羅馬進軍》（1962年）                  | La Marcia Su Roma                                            | 迪諾·里西           | 義大利                    |
| 《黑貓》（1934年）                        | The Black Cat                                                | 艾德傑·亨莫         | 美国                      |
| 《獨立時代》（1994年）                    | 《獨立時代》（1994年）                                       | 楊德昌              | 臺灣                      |
| 《殺手烙印》（1967年）                    | 殺しの烙印                                                   | 鈴木清順            | 日本                      |
| 《盜賊泰瑞莎》（1973年）                  | Teresa la ladra                                              | 卡洛·迪·帕爾馬      | 義大利                    |
| 《隔牆有耳》（1969年）                    | Ucho                                                         | 卡雷爾·卡希納       | 捷克斯洛伐克              |
| 《諸神的欲望》（1968年）                  | 神々の深き欲望                                               | 今村昌平            | 日本                      |
| 《氣壯山河》（1933年）                    | Cavalcade                                                    | 弗蘭克·洛伊德       | 美国                      |
| 《逃兵》（1962年）                        | Le Caporal épinglé                                           | 尚·雷諾瓦           | 法國                      |
| 《澤麗絲與伊莎貝爾》（1968年）            | Therese and Isabelle                                         | 拉德利·梅茨格       | 法國、 美国、 西德、 荷蘭 |
| 《英國莊園殺人事件》（1982年）            | The Draughtsman's Contract                                   | 彼得·格林納威       | 英国                      |
| 紀錄片                                    |                                                              |                     |                           |
| 《絕望的靈魂，黑暗之城和午夜牛仔的傳說》‡ | Desperate Souls, Dark City and the Legend of Midnight Cowboy | 南希·布爾斯基       | 美国                      |
| 《天堂的碎片》                            | Fragments of Paradise                                        | K·D·戴維森          | 美国                      |
| 《傑瑞·沙茲堡：風景肖像》                 | Jerry Schatzberg, portrait paysage                           | 皮埃爾·菲爾蒙       | 法國                      |
| 《理查德哈里斯的幽靈》                    | The Ghost of Richard Harris                                  | 阿德里安·西布利     | 爱尔兰、 英国             |
| 《尚盧·高達獨自看電影》                   | Godard seul le cinéma                                        | 西里爾·勒蒂         | 法國                      |
| 《賽吉奧·李昂尼：發明了美國的義大利人》   | Sergio Leone - L'italiano che inventò l'America              | 法蘭切斯科·吉波     | 義大利                    |
| 《佛朗哥·澤菲雷利：叛逆的順從者》         | Franco Zeffirelli conformista ribelle                        | 安塞爾瑪·戴爾奧利奧 | 義大利                    |
| 《邦妮》                                  | Bonnie                                                       | 西門·沃隆           | 美国                      |
| 《烏合之眾》                              | Ragtag                                                       | 朱塞佩·博卡西尼     | 德国、 法國、 義大利      |

‡ 表示為LGBT題材電影，可角逐酷兒獅獎。

## 平行單元

### 國際影評人週
以下影片入選第37屆威尼斯國際影評人週單元：
| 中文片名                     | 原文片名                   | 導演                            | 製作國                   |
| 長片競賽                     | 長片競賽                   | 長片競賽                        | 長片競賽                 |
| ---------------------------- | -------------------------- | ------------------------------- | ------------------------ |
| 《暗夜街區》‡                | Anhell69                   | 西奧·蒙托亞                     | 哥伦比亚                 |
| 《只要太陽還在跳動》         | Tant que le soleil frappe  | 菲利普·帕特                     | 法國                     |
| 《狗出生》                   | Dogborn                    | 伊莎貝拉·卡內爾                 | 瑞典                     |
| 《教官與士兵》‡              | Eismayer                   | 大衛·華格納                     | 奥地利                   |
| 《你見過這個女人嗎？》       | Da li ste videli ovu ženu? | 杜尚·佐里奇 馬蒂亞·格魯甚切維奇 | 塞爾維亞、               |
| 《極近邊緣》                 | Margini                    | 尼科洛·法西提                   | 義大利                   |
| 《換軀渡假村》‡              | Aus meiner haut            | 艾力克斯·沙德                   | 德国                     |
| 長片非競賽                   |                            |                                 |                          |
| 《三天攝愛》‡（開幕片）      | Trois nuits par semaine    | 弗洛朗·古魯                     | 法國                     |
| 《馬利卡特》（閉幕片）       | Malikates                  | 雅斯敏·班基蘭                   | 摩洛哥                   |
| 特別展映                     |                            |                                 |                          |
| 《血》（1989年）             | O Sangue                   | 佩德羅·科斯塔                   | 葡萄牙                   |
| 短片競賽                     |                            |                                 |                          |
| 《艾伯汀，你在哪裡？》       | Albertine Where Are You?   | 瑪麗亞·吉多內                   | 義大利                   |
| 《像蝸牛》                   | Come le lumache            | 瑪格麗塔·帕尼松                 | 義大利                   |
| 《諾斯托斯》                 | Nostos                     | 毛羅·辛加雷利                   | 義大利                   |
| 《樹苗》                     | Puiet                      | 洛倫佐·法布羅 勃朗特·斯塔爾     | 義大利、 美国、 羅馬尼亞 |
| 《選美皇后》                 | Reginetta                  | 費德里科·魯索托                 | 義大利                   |
| 《遺跡》                     | Resti                      | 費德里科·法迪加                 | 義大利                   |
| 《閃亮的房間》               | La stanza lucida           | 奇亞拉·卡特琳娜                 | 義大利                   |
| 短片非競賽                   |                            |                                 |                          |
| 《固定在連衣裙上》（開幕片） | Pinned Into A Dress        | 吉安盧卡·馬塔瑞斯 紀堯姆·托馬斯 | 法國                     |
| 《生日快樂》（閉幕片）       | Happy Birthday             | 喬治·費雷羅                     | 義大利                   |

‡ 表示為LGBT題材電影，可角逐酷兒獅獎。

### 威尼斯日
以下影片入選第19屆威尼斯日單元：
| 中文片名                       | 原文片名                       | 導演                                  | 製作國                                  |
| 正式競賽                       | 正式競賽                       | 正式競賽                              | 正式競賽                                |
| ------------------------------ | ------------------------------ | ------------------------------------- | --------------------------------------- |
| 《骯髒、困難、危險》（開幕片） | Dirty, Difficult, Dangerous    | 維薩姆·沙洛夫                         | 法國、 義大利、 黎巴嫩                  |
| 《觀點》                       | Bentu                          | 薩爾瓦托·墨魯                         | 義大利                                  |
| 《常規故障》‡                  | Běžná selhání                  | 克里斯蒂娜·格羅森                     | 捷克、 義大利、 匈牙利、 斯洛伐克       |
| 《藍色珍妮》‡                  | Blue Jean                      | 喬治亞·歐克利                         | 英国                                    |
| 《末代女王》                   | El Akhira. La Dernière Reine   | 阿迪拉·本迪梅拉德 達米安·歐努里       | 阿尔及利亚、 法國、 沙烏地阿拉伯、 臺灣 |
| 《我要人生金包銀》‡            | Les Damnés Ne Pleurent Pas     | 菲扎爾·布利法                         | 法國、 比利时、 摩洛哥                  |
| 《狼與狗》‡                    | Lobo e Cão                     | 克勞迪婭·瓦萊喬                       | 葡萄牙                                  |
| 《畢奧神父》                   | Padre Pio                      | 阿貝爾·費拉拉                         | 義大利、 德国、 英国                    |
| 《石門》                       | 《石門》                       | 黃驥 大塚龍治                         | 日本                                    |
| 《失落少女》                   | The Maiden                     | 格雷厄姆·佛伊                         | 加拿大                                  |
| 非競賽                         |                                |                                       |                                         |
| 《聆聽者》（閉幕片）           | The Listener                   | 史蒂夫·布希密                         | 美国                                    |
| 特別項目                       |                                |                                       |                                         |
| 《進軍羅馬》                   | Marcia su Roma                 | 馬克·卡曾斯                           | 義大利                                  |
| 《蘇珊娜之家》‡                | Casa Susanna                   | 賽巴斯汀·里席茲                       | 法國、 美国                             |
| 《獨自》                       | تنها                           | 賈法爾·納哈菲                         | 伊朗                                    |
| 《我們在這裡嘗試》             | Siamo qui per provare          | 格蕾塔·德拉扎里斯 雅科波·誇德里       | 義大利                                  |
| 《水和茴香》                   | Acqua e Anice                  | 科拉多·施龍                           | 義大利                                  |
| 威尼斯之夜                     |                                |                                       |                                         |
| 《全民的土地》                 | Il paese delle persone integre | 克里斯蒂安·卡爾莫西諾                 | 義大利、 布吉納法索                     |
| 《克里斯托斯，最後一個孩子》   | Kristos, l'ultimo bambino      | 朱莉婭·阿瑪蒂                         | 義大利、 法國、 希腊                    |
| 《母獅》                       | Las leonas                     | 伊莎貝爾·阿查瓦 基亞拉·邦迪           | 義大利                                  |
| 《頭髮的害羞》                 | La timidezza delle chiome      | 瓦倫蒂娜·貝爾塔尼                     | 義大利、 以色列                         |
| 《神話般的》‡                  | Le favolose                    | 洛柏塔·托雷                           | 義大利                                  |
| 《尼安德塔人巴勃羅》           | Pablo di Neanderthal           | 安東內洛·馬塔拉佐                     | 義大利                                  |
| 《如果你很好》                 | Se fate i bravi                | 斯特凡諾·科里佐利 丹尼爾·加格里亞諾內 | 義大利、 比利时                         |
| 《碎骨者》                     | Spaccaossa                     | 文森佐·皮羅塔                         | 義大利                                  |
| 《看不見的敵人》               | Un nemico invisibile           | 里卡多·坎帕尼亞 費德里哥·薩沃尼托     | 義大利                                  |
| Miu Miu 女性故事（短片）       |                                |                                       |                                         |
| 《房子有一隻鳥》               | House Comes With a Bird        | 珍妮札·布拉沃                         | 美国                                    |
| 《媽媽給兒子的信》             | Carta de mi madre para mi hijo | 卡拉·西蒙                             | 西班牙                                  |
| 特別展映                       |                                |                                       |                                         |
| 《那是羅馬》                   | Era Roma                       | 馬里奧·卡納爾                         | 義大利                                  |
| 《天壤之別》                   | World's Apart                  | 賽茜莉雅·米紐奇                       | 美国                                    |

‡ 表示為LGBT題材電影，可角逐酷兒獅獎。

## 獎項

### 官方獎項[16]
正式競賽
- 金獅獎：《所有的美麗與血淚》– 蘿拉·柏翠絲
- 評審團大獎：《聖奧梅爾殺嬰案（法语：Saint Omer (film)）》– 愛麗絲·迪歐普（法语：Alice Diop）
- 最佳導演銀獅獎：盧卡·格達戈尼諾 – 《骨肉的總和》
- 最佳女演員獎：凱特·布蘭琪 –《TÁR塔爾》
- 最佳男演員獎：柯林·法洛 –《伊尼舍林的女妖》
- 最佳劇本獎：馬丁·麥克唐納 –《伊尼舍林的女妖》
- 評審團特別獎：《伊朗無熊無懼（波斯語：خرس نیست）》– 賈法·潘納希
- 最佳新演員獎：泰勒·羅素 – 《骨肉的總和》

地平線
- 最佳影片：《片場風暴（波斯語：جنگ جهانی سوم (فیلم ۱۴۰۱)）》– 胡曼·薩伊迪（波斯語：هومن سیدی）
- 最佳導演獎：蒂扎·科維（德语：Tizza Covi）、萊納·弗里梅爾（德语：Rainer Frimmel） –《維拉（德语：Vera (2022)）》
- 評審團特別獎：《盛琴光年（波兰语：Chleb i sól）》– 達米安·科庫爾（波兰语：Damian Kocur）
- 最佳女演員：維拉·瑰瑪（義大利語：Vera Gemma） –《維拉（德语：Vera (2022)）》
- 最佳男演員：莫森·塔納班德（波斯語：محسن تنابنده） –《片場風暴（波斯語：جنگ جهانی سوم (فیلم در حال ساخت)）》
- 最佳劇本獎：費南多·古左尼（西班牙语：Fernando Guzzoni） –《布蘭基塔（西班牙语：Blanquita (película)）》
- 最佳短片：《九月雪（英语：Snow in September）》– 拉赫格瓦杜蘭·普列夫-奧基爾（英语：Lkhagvadulam Purev-Ochir）

地平線附加
- 阿瑪尼美妝觀眾票選獎：《移位》– 蘇達德·卡丹

路易吉·德·勞倫蒂斯-未來獅子獎
- 未來獅子獎（義大利語：Leone del futuro - Premio Venezia opera prima "Luigi De Laurentiis"）：《聖奧梅爾殺嬰案（法语：Saint Omer (film)）》– 愛麗絲·迪歐普（法语：Alice Diop）

威尼斯沉浸式競賽
- 最佳沉浸體驗獎：《無法離開的人》– 陳芯宜
- 評審團大獎：《從主廣場》– 佩德羅·哈里斯
- 評審團特別獎：《蛋殼》– 日耳曼·海勒

、豪爾赫·特雷索、費德里科·海勒
威尼斯經典獎
- 最佳修復電影：《殺手烙印（日语：殺しの烙印）》
- 最佳紀錄片：《天堂的碎片》– K·D·戴維森

特別獎
- 榮譽金獅獎：保羅·許瑞德[17]、凱撒琳·丹尼芙[18]
- 導演萬歲獎（英语：Jaeger-LeCoultre Glory to the Filmmaker Award）：華特·希爾[19]
- 坎帕里電影激情獎：艾麗安·飛利浦（英语：Arianne Phillips）[20]

### 平行單元
國際影評人週
- 國際影評人週大獎：《教官與士兵（德语：Eismayer (Film)）》– 大衛·華格納
- 評審團特別提及：《暗夜街區（德语：Anhell69）》– 西奧·蒙托亞
- 觀眾票選獎：《極近邊緣（英语：Margini）》– 尼科洛·法西提
- 維羅納電影俱樂部獎：《暗夜街區（德语：Anhell69）》– 西奧·蒙托亞
- 薩圖瑞尼亞酒店–馬利歐·賽蘭德雷獎：《暗夜街區（德语：Anhell69）》– 西奧·蒙托亞
- 最佳短片：《樹苗》– 洛倫佐·法布羅、勃朗特·斯塔爾
- 短片最佳導演：瑪麗亞·吉多內 – 《艾伯汀，你在哪裡？》
- 短片技術貢獻：費德里科·魯索托 – 《選美皇后》

威尼斯日
- GdA導演獎：《狼與狗（德语：Lobo e cão）》– 克勞迪婭·瓦萊喬[22]
- BNL人民選擇獎：《藍色珍妮（德语：Blue Jean (Film)）》– 喬治亞·歐克利
- 未來電影獎：《失落少女（英语：The Maiden (film)）》– 格雷厄姆·佛伊（英语：Graham Foy）[23]
- 歐洲電影標誌獎：《骯髒、困難、危險》– 維薩姆·沙洛夫[24]
- SIAE終身成就獎：吉安尼·阿梅利奧
- 創意人才獎：丹尼爾·希普里（義大利語：Daniele Ciprì）

### 會外獎項[25]
費比西獎
- 正式競賽：《阿根廷，1985》– 桑迪亞哥·米特雷
- 地平線：《獨裁的豢養》– 馬克布·穆巴拉克

酷兒獅獎
- 酷兒獅獎：《換軀渡假村（德语：Aus meiner Haut）》– 艾力克斯·沙德（德语：Alex Schaad）[26]

青年電影獎
- 最佳外國電影：《雅典娜（法语：Athena (film, 2022)）》– 羅曼·加夫拉斯（法语：Romain Gavras）
- 最佳義大利電影：《莫妮卡（義大利語：Monica (film)）》– 安迪亞·帕勞洛（義大利語：Andrea Pallaoro）

40歲以下作者獎
- 最佳導演：
  - 伊莎貝拉·卡內爾 –《狗出生》
  - 克里斯蒂娜·格羅森 –《常規故障（德语：Běžná selhání）》
- 特別提及：
  - 《末代女王》– 阿迪拉·本迪梅拉德、達米安·歐努里
  - 《你見過這個女人嗎？》– 杜尚·佐里奇、馬蒂亞·格魯甚切維奇
  - 《藍色珍妮（德语：Blue Jean (Film)）》– 喬治亞·歐克利

布萊恩獎
- 布萊恩獎：《愛無赦》– 吉安尼·阿梅利奧

瓦比之家—曼陀羅獎
- 瓦比之家—曼陀羅獎：《聖奧梅爾殺嬰案（法语：Saint Omer (film)）》– 愛麗絲·迪歐普（法语：Alice Diop）

聯合國教科文組織「恩里科·富爾奇尼奧尼」獎
- 聯合國教科文組織獎：《核》– 奧利佛·史東

電影與藝術獎
- 金穆薩獎：
  - 《黑鴿子的音樂》– 約根·萊斯（英语：Jørgen Leth）、安德烈亞斯·科弗德
  - 《聖奧梅爾殺嬰案（法语：Saint Omer (Film)）》– 愛麗絲·迪歐普（法语：Alice Diop）

薩拉電影獎
- 薩拉電影獎：《我的鯨魚老爸》– 戴倫·艾洛諾夫斯基
- 特別提及：《伊朗無熊無懼（波斯語：خرس نیست）》– 賈法·潘納希

伊底帕斯重新獎
- 伊底帕斯重新獎：《聖奧梅爾殺嬰案（法语：Saint Omer (film)）》– 愛麗絲·迪歐普（法语：Alice Diop）

使人工作環境基金會獎
- 使人工作環境基金會獎：《工會主義者（德语：The Sitting Duck (Film)）》– 讓-保羅·薩洛梅（法语：Jean-Paul Salomé）
- 特別提及（環境相關問題的處理）：《公主》– 羅伯托·德寶利斯（義大利語：Roberto De Paolis）
- 特別提及（工作相關問題的處理）：《空中花園》– 艾哈邁德·亞辛·達拉吉

粉絲之心獎
- 金迴紋針最佳影片：《別擔心親愛的》– 奧莉薇亞·魏爾德
- 最佳OTP銀船獎：查爾斯·艾斯邁爾、馬里奧·法拉克《教官與士兵（德语：Eismayer (Film)）》– 大衛·華格納
- XR粉絲體驗：《光澤度》– 瑞恩·格里芬
- XR特別提及：《回擊》– 席琳·提卡特

義大利電影俱樂部聯合會獎
- 最佳影片：《人類末日》– 恩里科·蓋齊（義大利語：Enrico Ghezzi）、亞歷山德羅·加利亞多
- 特別提及：《我吃下你的心臟》– 皮波·梅薩佩薩（義大利語：Pippo Mezzapesa）
- 短片特別提及：《艾伯汀，你在哪裡？》– 瑪麗亞·吉多內

法蘭西斯柯·帕西內蒂獎
- 法蘭西斯柯·帕西內蒂獎：《乾旱（義大利語：Siccità (film)）》– 保羅·維爾奇（英语：Paolo Virzì）

綠滴獎
- 綠滴獎：《白噪音》– 諾亞·鮑姆巴赫
- 特別提及：《乾旱（義大利語：Siccità (film)）》– 保羅·維爾奇（義大利語：Paolo Virzì）

好萊塢外國記者協會獎
好萊塢外國記者協會獎：莫妮卡·杜格、塔米娜·拉斐拉、埃爾達爾·希巴諾夫、漢娜·瓦斯廷薩洛
促進宗教交流獎
- 促進宗教交流獎：《鯨》– 戴倫·艾洛諾夫斯基

燈籠魔法獎
- 燈籠魔法獎：《移位》– 蘇達德·卡丹

義大利青年評審團金獅獎
- 義大利青年評審團金獅獎：《鯨》– 戴倫·艾洛諾夫斯基

聯合國兒童基金會電影獎
- 聯合國兒童基金會電影獎：《雅典娜（法语：Athena (film, 2022)）》– 羅曼·加夫拉斯（法语：Romain Gavras）

利扎尼獎
- 利扎尼獎：《致琪亞拉（義大利語：Chiara (film)）》– 蘇珊娜·尼契爾利（義大利語：Susanna Nicchiarelli）
- 特別提及：《當戰爭結束》– 西蒙尼·馬西（義大利語：Simone Massi）

新圖像人才獎
- 最佳新人男演員：李奧納多·馬爾特斯 –《愛無赦》
- 最佳新人女演員：瑪格麗特·馬祖科（義大利語：Margherita Mazzucco） –《基亞拉（義大利語：Chiara (film)）》

金電影獎
- 最佳視覺效果：毛里齊奧·科里多里 –《蓋世怪胎（英语：Freaks Out）》
- 最佳製作總監：芭芭拉·布索 –《愛無赦》
- 最佳攝影機操作員：切薩雷·帕斯卡雷拉 –《愛無赦》
- 最佳服裝剪裁：勞拉·蒙塔爾迪 –《致琪亞拉（義大利語：Chiara (film)）》

RB選角獎
- RB選角獎：李奧納多·馬爾特斯 –《愛無赦》

SIGNIS獎
- SIGNIS獎：《致琪亞拉（義大利語：Chiara (film)）》– 蘇珊娜·尼契爾利（義大利語：Susanna Nicchiarelli）
- 特別提及：《阿根廷，1985》– 桑迪亞哥·米特雷

史密瑟斯基金會希望大使獎
- 史密瑟斯基金會獎：《所有的美麗與血淚》– 蘿拉·柏翠絲

不同微笑獎
- 最佳義大利電影：《致琪亞拉（義大利語：Chiara (film)）》– 蘇珊娜·尼契爾利（義大利語：Susanna Nicchiarelli）
- 最佳外國電影：《鯨》– 戴倫·艾洛諾夫斯基

原聲明星獎
- 最佳原聲帶：法蘭柯·皮爾森特（義大利語：Franco Piersanti） –《乾旱（義大利語：Siccità (film)）》
- 特別提及：羅德里戈·德拉斯莫（義大利語：Rodrigo D'Erasmo） –《賽吉奧·李昂尼：發明了美國的義大利人》
- 終身成就獎：史蒂法諾·柏那尼（義大利語：Stefano Bollani）

地中海大學聯盟獎
- 聯盟獎：《中有，部分真實的偽記事》– 阿利安卓·崗札雷·伊納利圖

## 外部連結
- 官方网站